# Sello de Baphomet

Sello de Baphomet.

El sello de Baphomet es la insignia oficial de la Iglesia de Satán, y una marca registrada por la organización. Las variaciones de este símbolo también son utilizadas por otras organizaciones, por lo general, los relacionados con el Satanismo.
Aunque las versiones del Sigilo de Baphomet aparecen ya en el libro de 1897 La Clef de la Magie Noire, por Stanislas de Guaita, la variante en el uso común de la Iglesia de Satanás se conoce como Hell's Kitchen Baphomet, una versión ligeramente modificada de una original que apareció en 1964, en la cubierta del libro A Pictorial History of Magic and the Supernatural de Maurice Bessy. Este diseño creado por Bessy se inspiró en el diseño Oswald Wirth Baphomet creado en 1930. La Iglesia de Satán Baphomet, de acuerdo con la Oficina de Patentes y Marcas de Estados Unidos, está protegido por derecho de autor y no puede legalmente ser reproducida sin su permiso, en relación con el nombre de la Iglesia de Satanás. Sin embargo, las variaciones anteriores son de dominio público.
Algunas bandas de música rock y género del metal tienden a utilizar el símbolo, ya sea en conciertos o en las portadas de sus álbumes.